# Edwardsiidae
Los edwárdsidos (Edwardsiidae) son es una familia de anémonas de mar del orden Actiniaria. Muchas de sus especies entierran su cuerpo en la arena, para fijarse al sustrato y resistir a las corrientes, dejando ver tan solo los tentáculos. Su distribución es cosmopolita, tanto en aguas tropicales, como en aguas templadas, desde el Ártico a la Antártida.

## Morfología

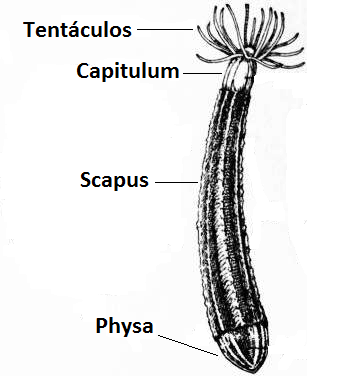
Anatomía de Edwardsia claparedii

Son anémonas de forma vermiforme, o alargada, con el cuerpo divisible en, al menos, dos regiones: una aboral de mayor tamaño, denominada scapus y provista de una cutícula, y una apical, corta, denominada scapulus. A menudo, también tienen una parte redondeada y desnuda, denominada physa, en el extremo aboral de la columna, que sustituye al disco pedal; y otra muy corta, denominada capitulum, justo debajo de los tentáculos.
No poseen esfínter o acontia. Los mesenterios son divisibles en ocho macrocnemas, o mesenterios perfectos, y, al menos, en cuatro microcnemas, o mesenterios imperfectos. De los macrocnemas, tienen dos pares de músculos directivos y cuatro laterales, dos a cada lado. Los músculos retractores son difusos o fuertemente reducidos, los parietales siempre evidentes.
Se ha demostrado la monofilia de la familia, mediante análisis de datos moleculares y morfológicos, evidenciándose por la presencia compartida de 8 macrocnemas, o mesenterios perfectos.
Las larvas de la familia tienen el mismo número y disposición de mesenterios que los ejemplares adultos, algo inusual en otras familias de anémonas.
Aunque la familia tiene varios géneros y especies pendientes de revisión taxonómica, actualmente posee trece géneros y cerca de 100 especies válidas.

## Géneros

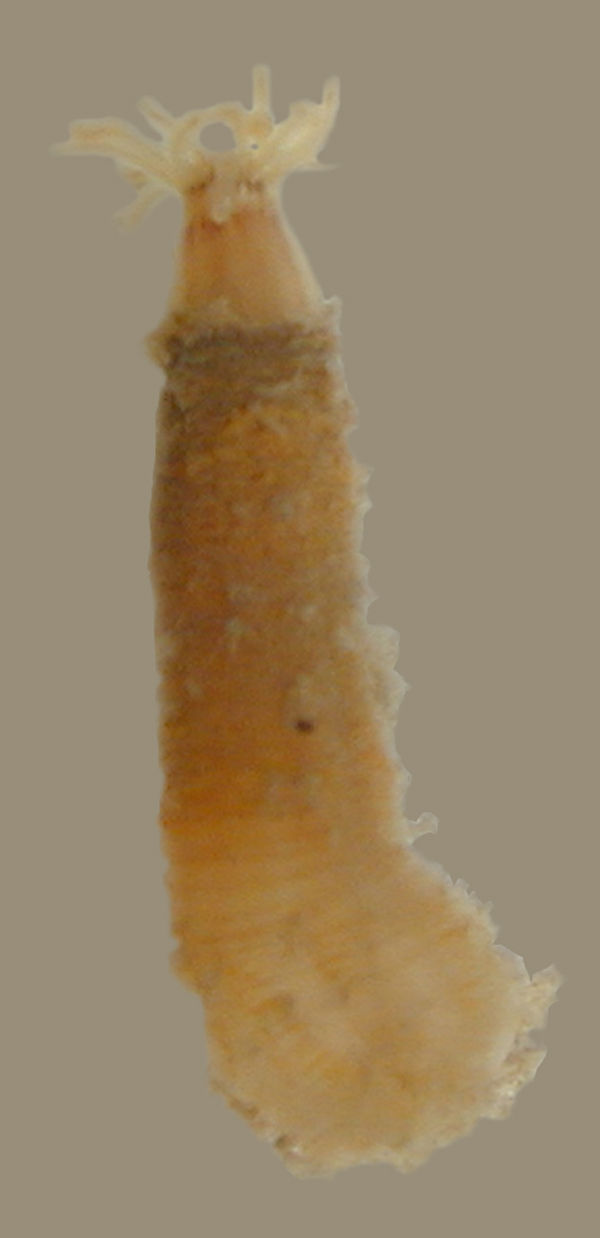
Edwardsia elegans

El Registro Mundial de Especies Marinas acepta los siguientes géneros en la familia:
- Drillactis. Verrill, 1922
- Edwardsia. Quatrefages, 1842
- Edwardsianthus. England, 1987
- Edwardsiella
- Edwardsioides
- Halcampogeton. Carlgren, 1937
- Isoedwardsia. Carlgren, 1900
- Metedwardsia
- Nematostella. Stephenson, 1935
- Palombiella
- Paraedwardsia. Joergensen, 1905
- Scolanthus. Gosse, 1853
- Synhalcampella